# Поверхня Ліувілля
Поверхня Ліувілля — поверхня, локальні координати якої можуть бути записані у вигляді графіку функції в R3
{\displaystyle z=f(x,y)},
так що перша фундаментальна форма має вигляд
{\displaystyle ds^{2}=(f_{1}(x)+f_{2}(y))(dx^{2}+dy^{2}).\,}
Іноді метрика такого виду називається метрикою Ліувілля. Кожна поверхня обертання є поверхнею Ліувілля.
Названа на честь Жозефа Ліувілля.

## Властивості
- Поверхні постійної гаусової кривини є поверхнями Ліувілля.
- Для того щоб поверхня допускала геодезичне відображення[en] на площину, необхідно та достатньо, щоб вона була поверхнею Ліувілля (теорема Діні).
- Якщо на поверхні можна задати мережу Ліувілля[ru], то вона є поверхнею Ліувілля.